# Alexander Prestel
Alexander Prestel (Berchtesgaden, 17 de janeiro de 1941) é um matemático alemão.
Prestel obteve um doutorado em 1966 na Universidade de Münster, orientado por Karl-Bernhard Gundlach, com a tese Die elliptischen Fixpunkte der Hilbertschen Modulgruppen. Obteve a habilitação em 1972 na Universidade de Bonn, onde foi em 1973 professor. A partir de 1975 foi professor catedrático na Universidade de Constança.
Trabalha com teoria de Galois e teoria da avaliação, teoria dos modelos, álgebra real e geometria.
Dentre seus doutorandos consta Jochen Koenigsmann.

## Publicações selecionadas
- com U. Friedrichsdorf: Mengenlehre für Mathematiker, Vieweg Studium, Grundkurs Mathematik, 1985
- Einführung in die Mathematische Logik und Modelltheorie, Vieweg Studium, Grundkurs Mathematik, 1986
- Model Theory for the Real Algebraic Geometer, Universita di Pisa, 1998
- mit Ch. N. Delzell: Positive Polynomials: From Hilbert's 17th Problem to Real Algebra, Springer Monographs in Mathematics, 2001
- com A. J. Engler: Valued Fields, Springer Monographs in Mathematics, 2005
- com Ch. N. Delzell: Mathematical Logic and Model Theory, Springer Universitext, 2011
- Lectures on Formally Real fields, Monografias de Mathematica 22, IMPA, Rio de Janeiro 1975, 2. Auflage in der Reihe Lecture Notes in Mathematics, Volume 1093, Springer Verlag 1984
- com Peter Roquette: Lectures on Formally p-Adic Fields, Monografias de Matematica 38, IMPA, Rio de Janeiro 1983, sowie Lecture Notes in Mathematics, Volume 1050, Springer Verlag
- Non-Standard Analysis, in: Ebbinghaus u. a. Zahlen, Springer 1983